# Hergnies
Hergnies est une commune française située dans le département du Nord (59), en région Hauts-de-France.
Elle est connue aussi pour sa race de poule dénommée la Poule d'Hergnies.

## Géographie

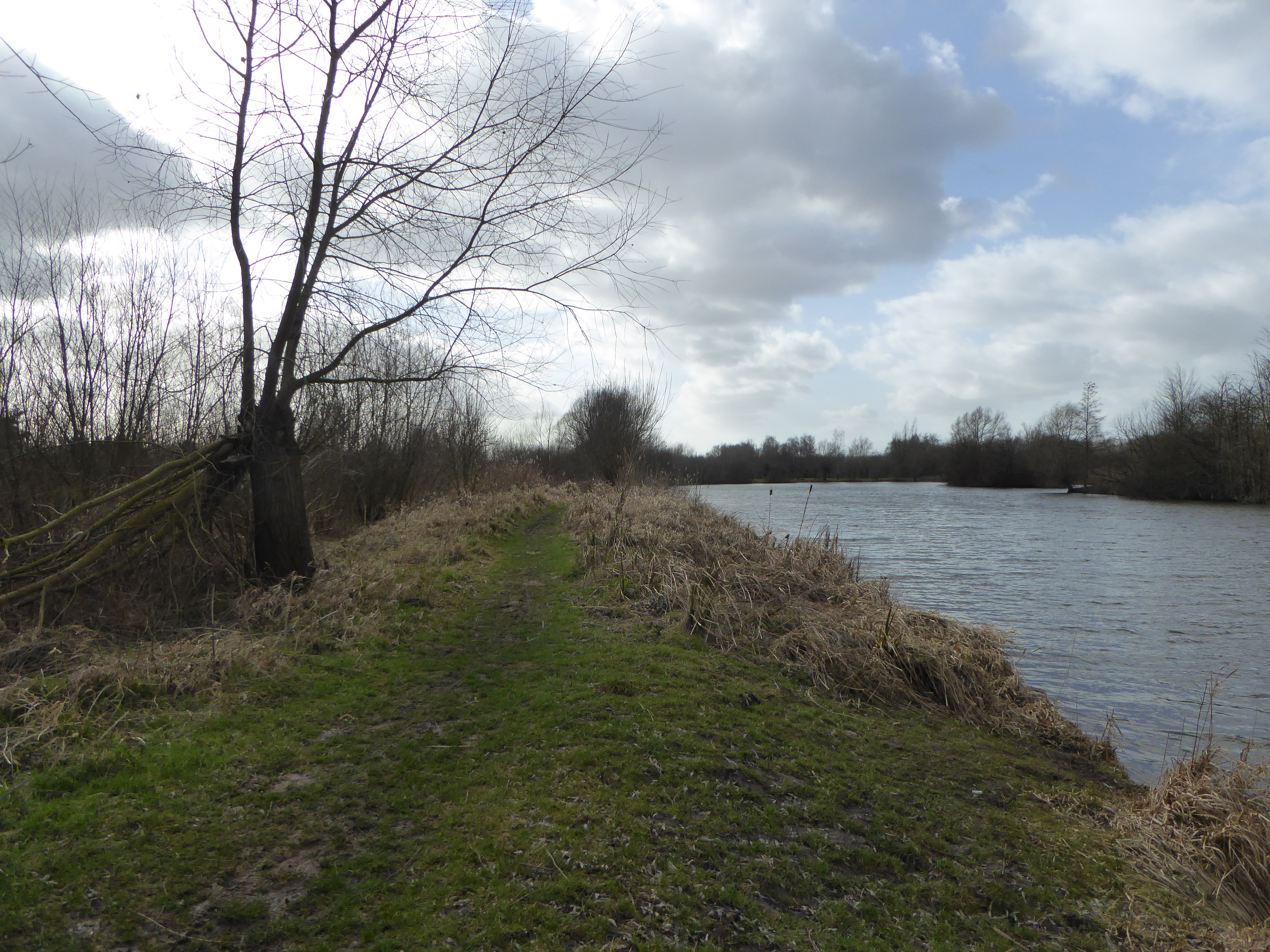
Hergnies l'Escaut

La commune est située à l'extrême nord de Valenciennes, entre l'Escaut et la frontière belge. Elle est à mi-distance entre Mortagne-du-Nord (confluence de la Scarpe et de l'Escaut) et Condé-sur-l'Escaut (ville militaire fortifiée).
Le territoire communal est traversé par la RD 102 qui permet de rejoindre la commune de l'Escaut et par la RD 86 qui permet de rejoindre la Belgique par Péruwelz.

### Communes limitrophes
| Flines-lès-Mortagne | Wiers (Belgique) |             |
|                     | Hergnies         | Vieux-Condé |
| Bruille-Saint-Amand | Odomez           |             |

### Hydrographie

#### Réseau hydrographique
La commune est située dans le bassin Artois-Picardie. Elle est drainée par l'Escaut canalisée, la Vergne, le Rieu de Condé, le fleuve l'Escaut, le ruisseau la Vergne et divers autres petits cours d'eau,.
L'Escaut est un fleuve européen de 355 km de long, qui traverse trois pays (France, Belgique et Pays-Bas), avant de se jeter en mer du Nord. La partie canalisée en France relie Cambrai à , après avoir traversé 34 communes. 
La Vergne est un cours d'eau franco-belge d'une longueur de 15 km en France, qui prend sa source en Belgique, consitue ensuite une section de la frontière française et se jette  dans le Jard à Flines-lès-Mortagne, après avoir traversé trois communes. 
Le Jard, est un cours d'eau évacuant le trop-plein de l'étang de Chabaud-Latour, parallèle à l'Escaut canalisé à partir de Condé-sur-l'Escaut et s'y jetant (r.d.) à la limite entre Flines-lès-Mortagne et Château-l'Abbaye. 

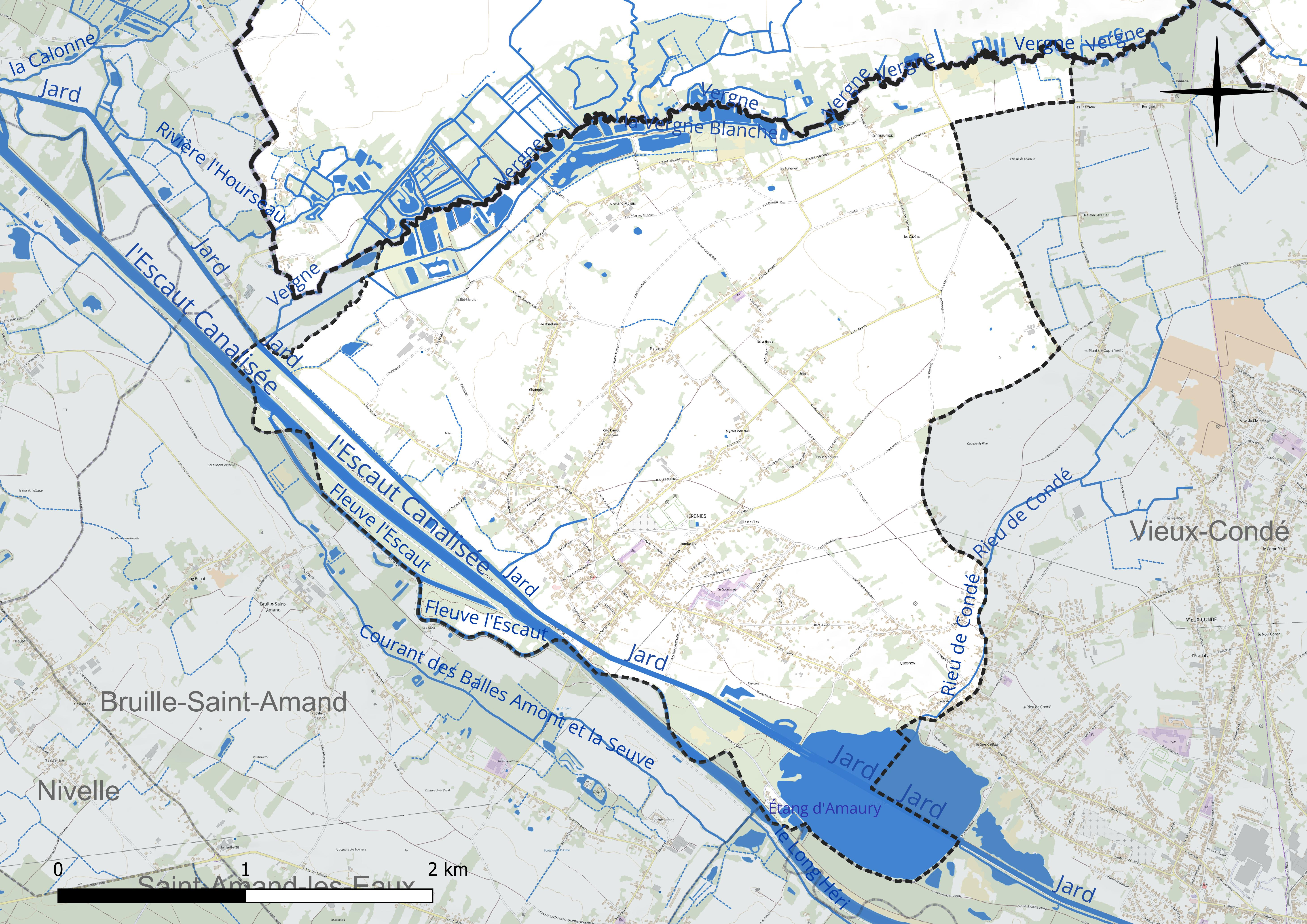
Réseau hydrographique d'Hergnies.

Deux plans d'eau complètent le réseau hydrographique : l'étang d'Amaury, d'une superficie totale de 62,7 ha (43,6 ha sur la commune) et l'étang Marius, d'une superficie totale de 61,7 ha (42,9 ha sur la commune),.

#### Gestion et qualité des eaux
Le territoire communal est couvert par le schéma d'aménagement et de gestion des eaux (SAGE) « Escaut ». Ce document de planification concerne un territoire de 2 005 km2 de superficie, délimité par le bassin versant de l'Escaut. Le périmètre a été arrêté le 9 juin 2006 et le SAGE proprement dit a été approuvé le 13 juillet 2021. La structure porteuse de l'élaboration et de la mise en œuvre est le syndicat mixte Escaut et Affluents (SyMEA). 
La qualité des cours d'eau peut être consultée sur un site dédié géré par les agences de l'eau et l'Agence française pour la biodiversité. 

### Climat
Pour des articles plus généraux, voir Climat des Hauts-de-France et Climat du Nord.
En 2010, le climat de la commune est de type climat océanique dégradé des plaines du Centre et du Nord, selon une étude du CNRS s'appuyant sur une série de données couvrant la période 1971-2000. En 2020, Météo-France publie une typologie des climats de la France métropolitaine dans laquelle la commune est exposée à un climat océanique altéré et est dans la région climatique  Nord-est du bassin Parisien, caractérisée par un ensoleillement médiocre, une pluviométrie moyenne régulièrement répartie au cours de l'année et un hiver froid (3 °C). 
Pour la période 1971-2000, la température annuelle moyenne est de 10,6 °C, avec une amplitude thermique annuelle de 14,8 °C. Le cumul annuel moyen de précipitations est de 730 mm, avec 12,1 jours de précipitations en janvier et 9,4 jours en juillet. Pour la période 1991-2020, la température moyenne annuelle observée sur la station météorologique la plus proche, située sur la commune de Valenciennes à 13 km à vol d'oiseau, est de 11,0 °C et le cumul annuel moyen de précipitations est de 694,1 mm,. Pour l'avenir, les paramètres climatiques de la commune estimés pour 2050 selon différents scénarios d'émission de gaz à effet de serre sont consultables sur un site dédié publié par Météo-France en novembre 2022.

## Urbanisme

### Typologie
Au 1er janvier 2024, Hergnies est catégorisée ceinture urbaine, selon la nouvelle grille communale de densité à sept niveaux définie par l'Insee en 2022.
Elle appartient à l'unité urbaine de Valenciennes (partie française), une agglomération internationale regroupant 56  communes, dont elle est une commune de la banlieue,,. Par ailleurs la commune fait partie de l'aire d'attraction de Valenciennes (partie française), dont elle est une commune de la couronne,. Cette aire, qui regroupe 102 communes, est catégorisée dans les aires de 200 000 à moins de 700 000 habitants,.

### Occupation des sols
L'occupation des sols de la commune, telle qu'elle ressort de la base de données européenne d'occupation biophysique des sols Corine Land Cover (CLC), est marquée par l'importance des territoires agricoles (61,9 % en 2018), en diminution par rapport à 1990 (72,7 %). La répartition détaillée en 2018 est la suivante : 
prairies (31,8 %), zones urbanisées (22,1 %), terres arables (21,6 %), zones agricoles hétérogènes (8,4 %), forêts (7,7 %), zones humides intérieures (4,4 %), eaux continentales (3,8 %). L'évolution de l'occupation des sols de la commune et de ses infrastructures peut être observée sur les différentes représentations cartographiques du territoire : la carte de Cassini (XVIIIe siècle), la carte d'état-major (1820-1866) et les cartes ou photos aériennes de l'IGN pour la période actuelle (1950 à aujourd'hui).

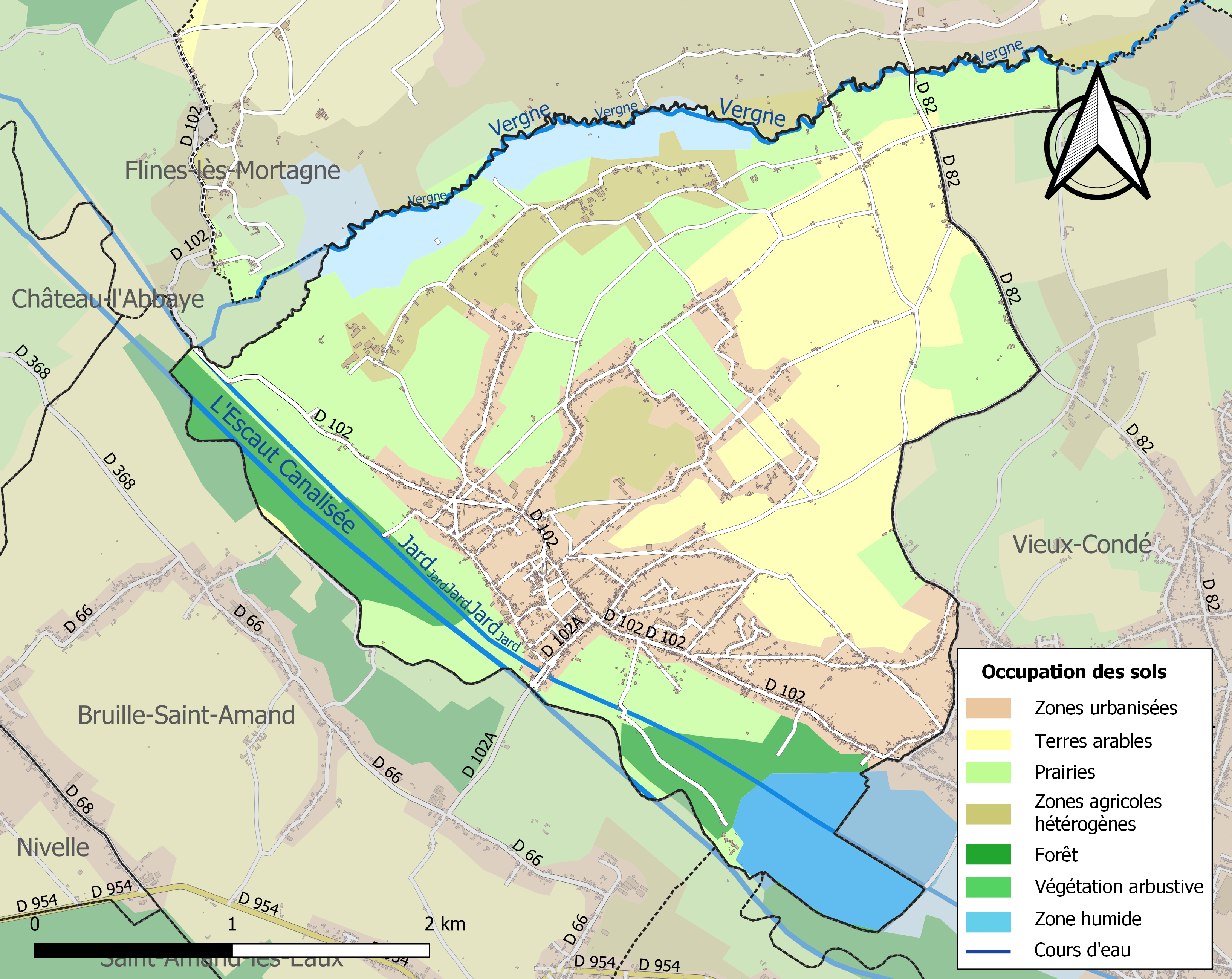
Carte des infrastructures et de l'occupation des sols de la commune en 2018 (CLC).

### Voies de communications et transports
La commune est desservie par les lignes 100 et Illigo 2 du réseau Transvilles.

## Toponymie
Heregnys, cartulaire de N.-D. de Condé ; 1103.
Hereignies, id.; 1196.
Hareigni, cartulaire du Hainant ; 1201.
Hedlenniœ, titre de Manassès, évêque de Cambrai ; 1103.
Hergnies prend son nom actuel au XIXe siècle .

## Histoire
En 1558, Hergnies appartenait à la seigneurie de Condé, dite « du château », et Charles II de Lalaing en fit l'acquisition.
Vers 1630, Baudouin du Bois de Hoves, écuyer, époux de Marie Fasse , puis de Jossine Sourdeau, est dit seigneur d'Hérignies.
La Compagnie des mines d'Anzin y entreprend l'exploitation charbonnière dès 1834. Elle s'y révèle difficile tant le territoire est humide. Vers 1970, un étang se forme à la suite d'un affaissement minier sur le site de la fosse Amaury, fermée en 1912. L'étang d'Amaury est inscrit au patrimoine mondial de l'Unesco.
La ville possédait un important marchés aux oies au début du XXe siècle. Les habitants de la commune sont depuis surnommés les "Culs d'osons", en référence au postérieur de l'animal.

## Politique et administration

### Rattachements administratifs et électoraux
La commune se trouve depuis 1824 dans l'arrondissement de Valenciennes du département du Nord. Pour l'élection des députés, elle fait partie depuis 1988 de la vingt et unième circonscription du Nord.
Elle faisait partie depuis 1793 du canton de Condé-sur-l'Escaut. Dans le cadre du redécoupage cantonal de 2014 en France, la commune a intégré le canton de Marly.
La commune relève du tribunal d'instance de Valenciennes, du tribunal de grande instance de Valenciennes, de la cour d'appel de Douai, du tribunal pour enfants de Valenciennes, du conseil de prud'hommes de Valenciennes, du tribunal de commerce de Valenciennes, du tribunal administratif de Lille et de la cour administrative d'appel de Douai[réf. nécessaire].

### Intercommunalité
La commune fait partie de la communauté d'agglomération Valenciennes Métropole constitué en 2000 par la fusion de plusieurs intercommunalités.

## Population et société

### Démographie

#### Évolution démographique
L'évolution du nombre d'habitants est connue à travers les recensements de la population effectués dans la commune depuis 1800. Pour les communes de moins de 10 000 habitants, une enquête de recensement portant sur toute la population est réalisée tous les cinq ans, les populations de référence des années intermédiaires étant quant à elles estimées par interpolation ou extrapolation. Pour la commune, le premier recensement exhaustif entrant dans le cadre du nouveau dispositif a été réalisé en 2007.

En 2022, la commune comptait 4 471 habitants, en évolution de +1,27 % par rapport à 2016 (Nord : +0,51 %, France hors Mayotte : +2,11 %).
| 1800  | 1806  | 1821  | 1831  | 1836  | 1841  | 1846  | 1851  | 1856  |
| ----- | ----- | ----- | ----- | ----- | ----- | ----- | ----- | ----- |
| 1 201 | 1 550 | 1 937 | 2 213 | 2 359 | 2 820 | 3 085 | 3 113 | 3 060 |

| 1861  | 1866  | 1872  | 1876  | 1881  | 1886  | 1891  | 1896  | 1901  |
| ----- | ----- | ----- | ----- | ----- | ----- | ----- | ----- | ----- |
| 3 255 | 3 285 | 3 155 | 3 210 | 3 130 | 3 304 | 3 391 | 3 533 | 3 742 |

| 1906  | 1911  | 1921  | 1926  | 1931  | 1936  | 1946  | 1954  | 1962  |
| ----- | ----- | ----- | ----- | ----- | ----- | ----- | ----- | ----- |
| 3 802 | 3 672 | 3 178 | 3 423 | 3 371 | 3 371 | 3 228 | 3 303 | 3 522 |

| 1968  | 1975  | 1982  | 1990  | 1999  | 2006  | 2007  | 2012  | 2017  |
| ----- | ----- | ----- | ----- | ----- | ----- | ----- | ----- | ----- |
| 3 568 | 3 389 | 3 300 | 3 696 | 3 849 | 4 182 | 4 231 | 4 335 | 4 437 |

| 2022  | - | - | - | - | - | - | - | - |
| ----- | - | - | - | - | - | - | - | - |
| 4 471 | - | - | - | - | - | - | - | - |

#### Pyramide des âges
La population de la commune est relativement jeune.
En 2018, le taux de personnes d'un âge inférieur à 30 ans s'élève à 37,0 %, soit en dessous de la moyenne départementale (39,5 %). À l'inverse, le taux de personnes d'âge supérieur à 60 ans est de 20,7 % la même année, alors qu'il est de 22,5 % au niveau départemental.
En 2018, la commune comptait 2 206 hommes pour 2 233 femmes, soit un taux de 50,3 % de femmes, légèrement inférieur au taux départemental (51,77 %).
Les pyramides des âges de la commune et du département s'établissent comme suit.
| Hommes | Classe d’âge | Femmes |
| ------ | ------------ | ------ |
| 0,2    | 90 ou +      | 0,5    |
| 3,6    | 75-89 ans    | 5,4    |
| 15,6   | 60-74 ans    | 16,3   |
| 20,2   | 45-59 ans    | 19,9   |
| 22,7   | 30-44 ans    | 21,7   |
| 15,9   | 15-29 ans    | 16,0   |
| 22,0   | 0-14 ans     | 20,3   |

| Hommes | Classe d’âge | Femmes |
| ------ | ------------ | ------ |
| 0,5    | 90 ou +      | 1,4    |
| 5,3    | 75-89 ans    | 8,1    |
| 14,8   | 60-74 ans    | 16,2   |
| 19,1   | 45-59 ans    | 18,4   |
| 19,5   | 30-44 ans    | 18,7   |
| 20,7   | 15-29 ans    | 19,1   |
| 20,2   | 0-14 ans     | 18     |

### Manifestations culturelles et festivités
- Fête de Saint-Roch

Chaque année, le dernier dimanche du mois d'août, l'association des Amis de Saint-Roch d'Hergnies fête son saint patron  par une messe à La chapelle Saint-Roch et une procession de la statue et de la relique à travers les rues d'Hergnies avant de regagner la chapelle[réf. nécessaire].
- Festiv'Hergnies

Chaque hiver, le club Léo Lagrange organise un festival musical et conviviale dans plusieurs lieux du village.
Le festival accueille des groupes de musique diverses et variés, ce qui permet de parcourir plein d'univers musicaux tout au long de l'hiver. Les soirées font souvent salles combles[réf. nécessaire].
- Hainaut Belle Bretelles

Tous les ans pendant le week-end de la Pentecôte, le club Léo Lagrange organise, dans le cadre des fêtes champêtres, le festival Hainaut Belles Bretelles et pendant ces 3 jours, les accordéons de France et de Navarre rythment les différentes activités et animations du village : marchés du terroirs, produits biologiques, brocantes, jeux traditionnels[réf. nécessaire].

## Culture locale et patrimoine

### Lieux et monuments
- L'église Saint-Amand a été construite sur l'emplacement d'une chapelle du IXe siècle du même nom.
- Quelques ruines de moulins à vent dont le moulin « Lejeune ».
- La chapelle de Saint-Roch, et quelques autres chapelles-oratoires (Sainte-Anne et Notre-Dame-de-Lourdes).
- les anciennes fosses de la Compagnie des mines d'Anzin.
- La nature environnante : le marais d'Elnau, l'étang d'Amaury, la Chasse napoléon, la Vergne Blanche

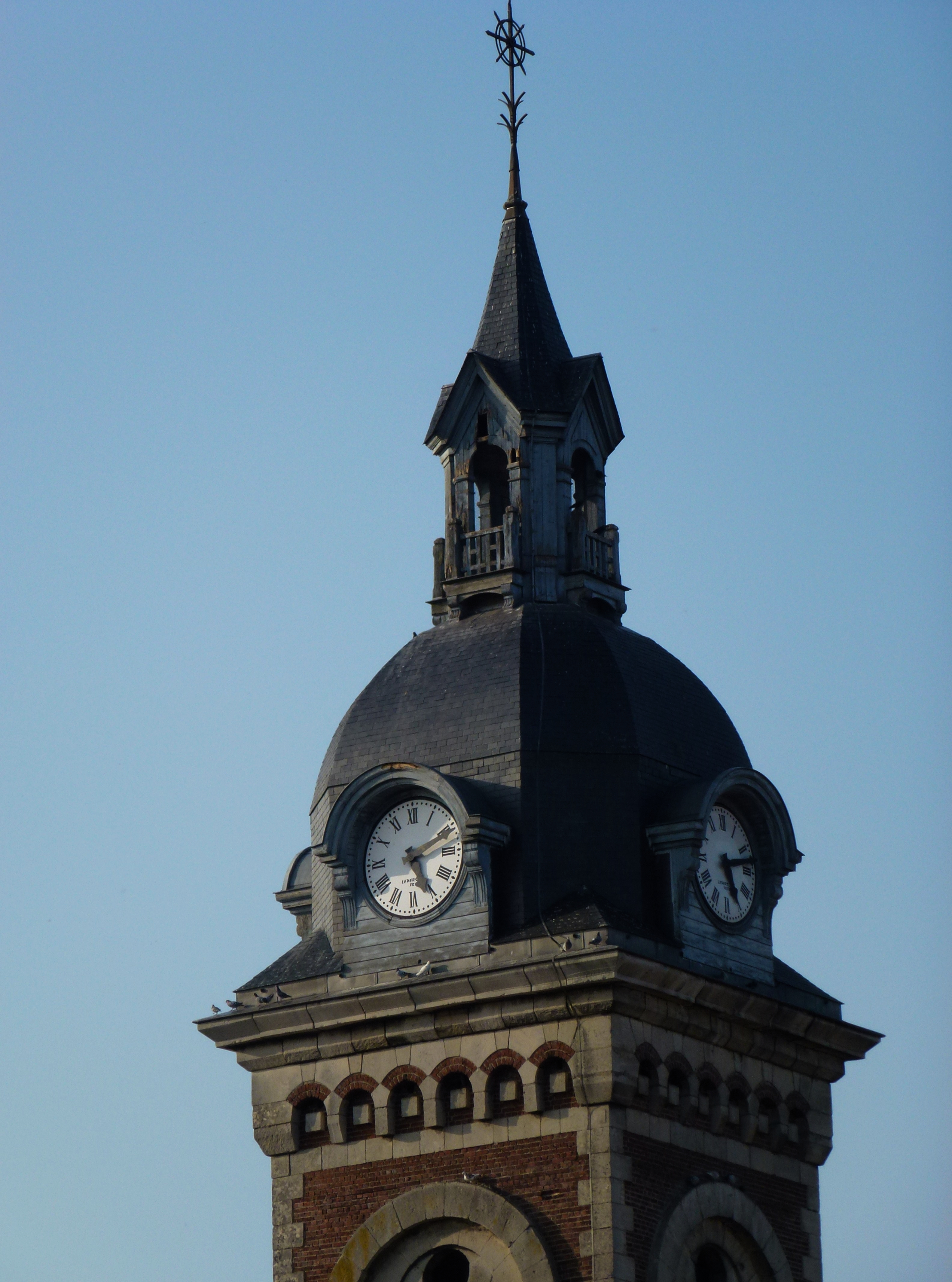
Clocher de l'église Saint-Amand
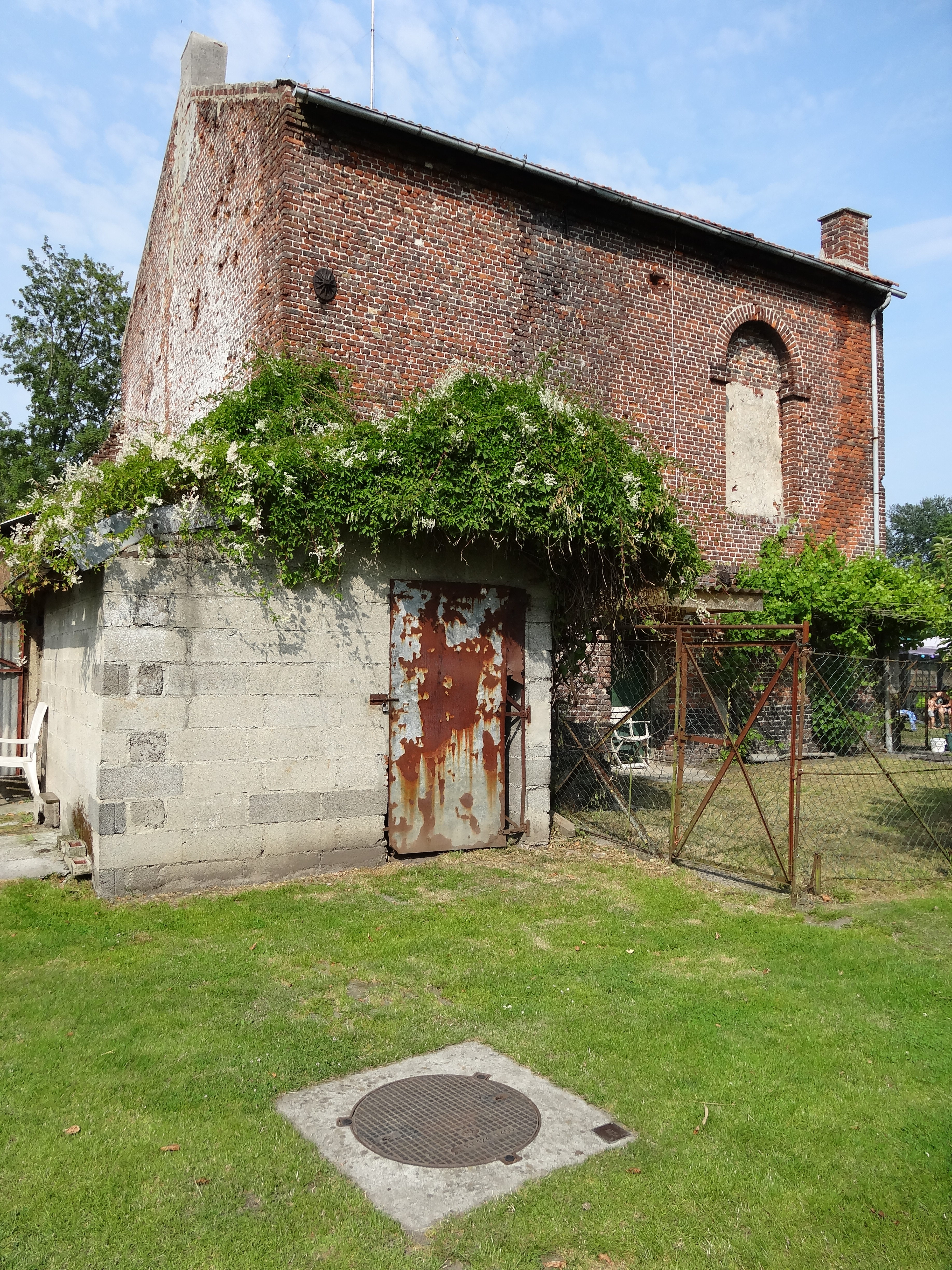
La fosse Sophie des Mines d'Anzin
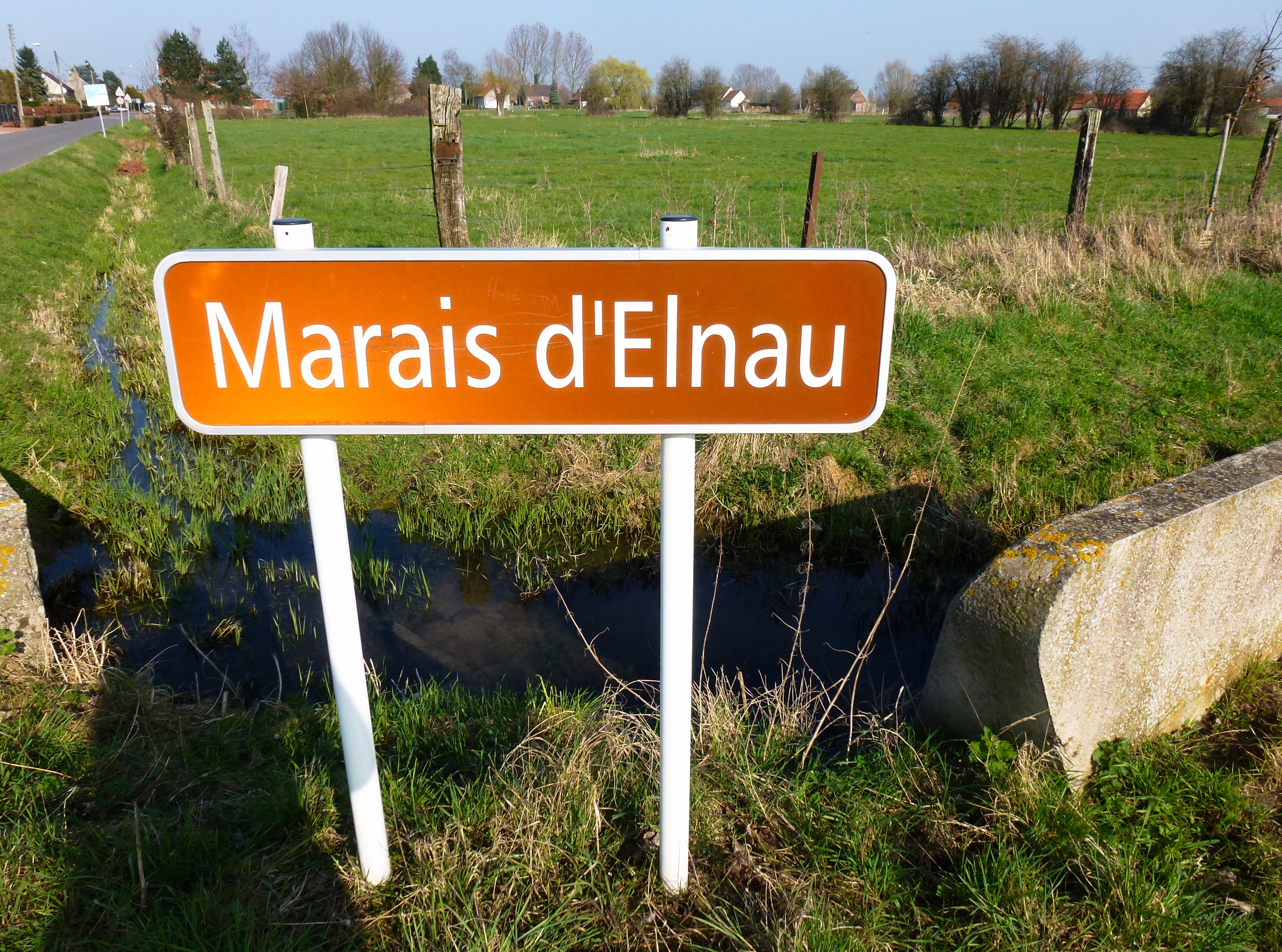
Le marais d'Elnau
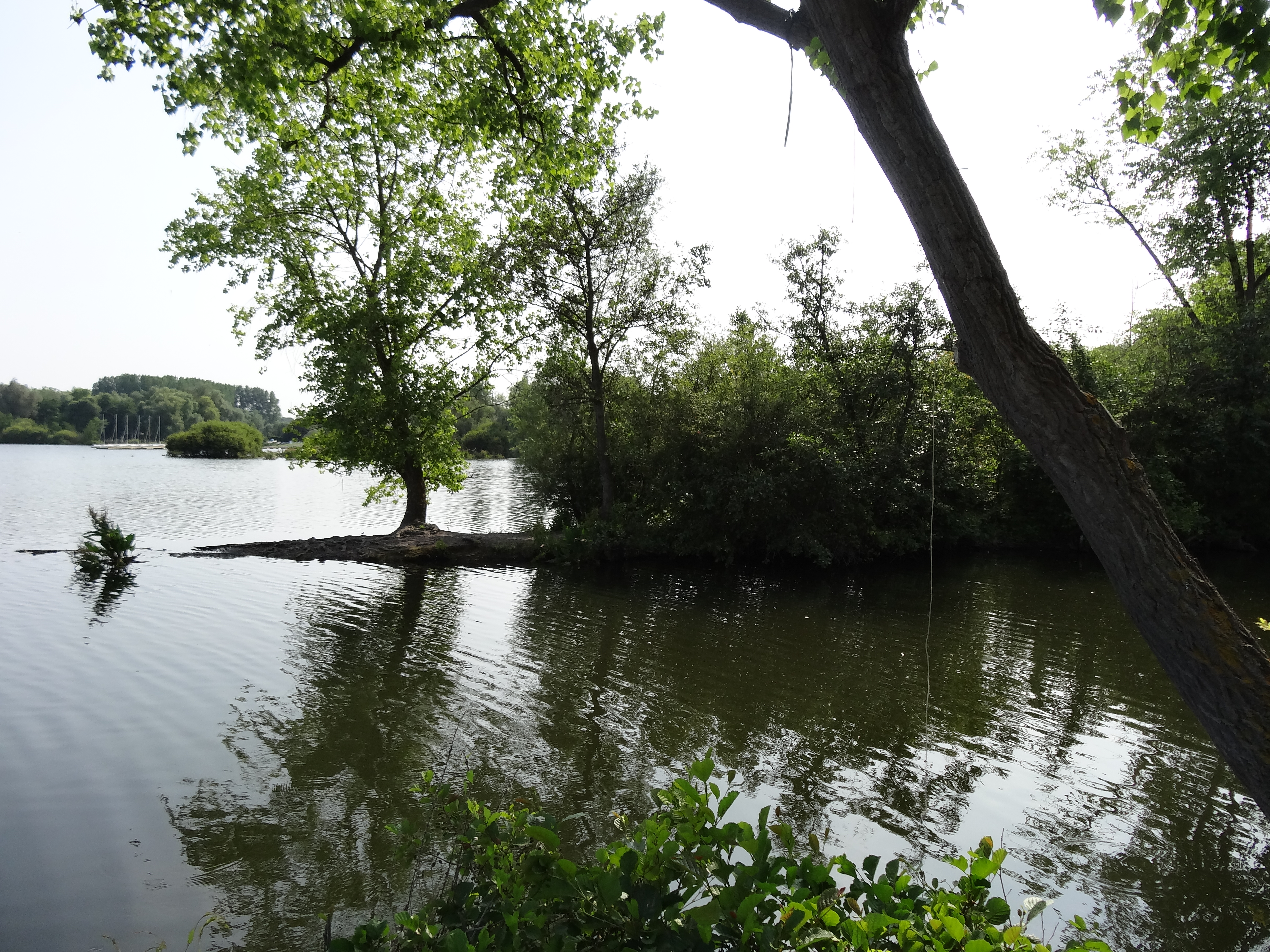
L'étang d'Amaury
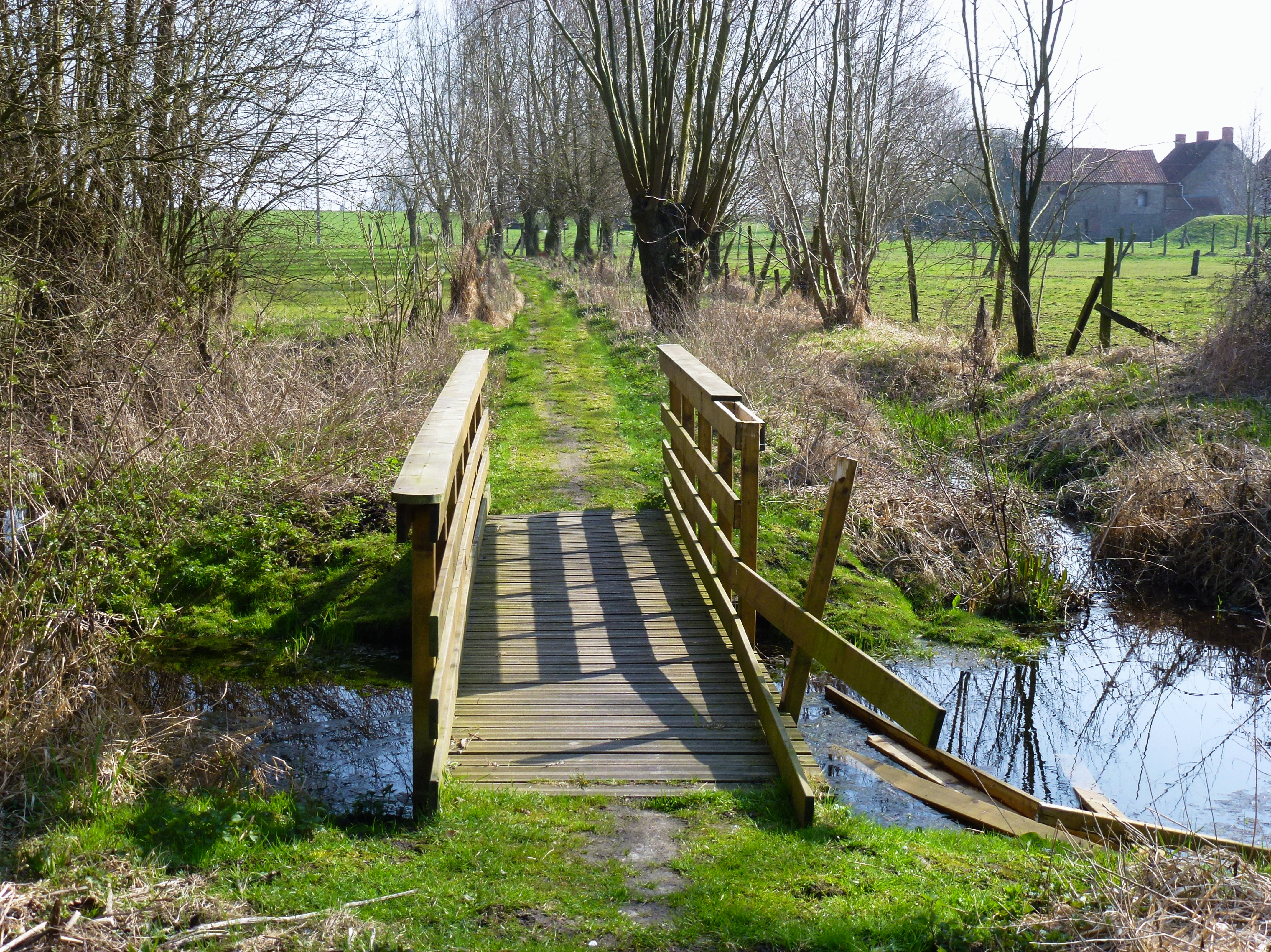
La Vergne Blanche
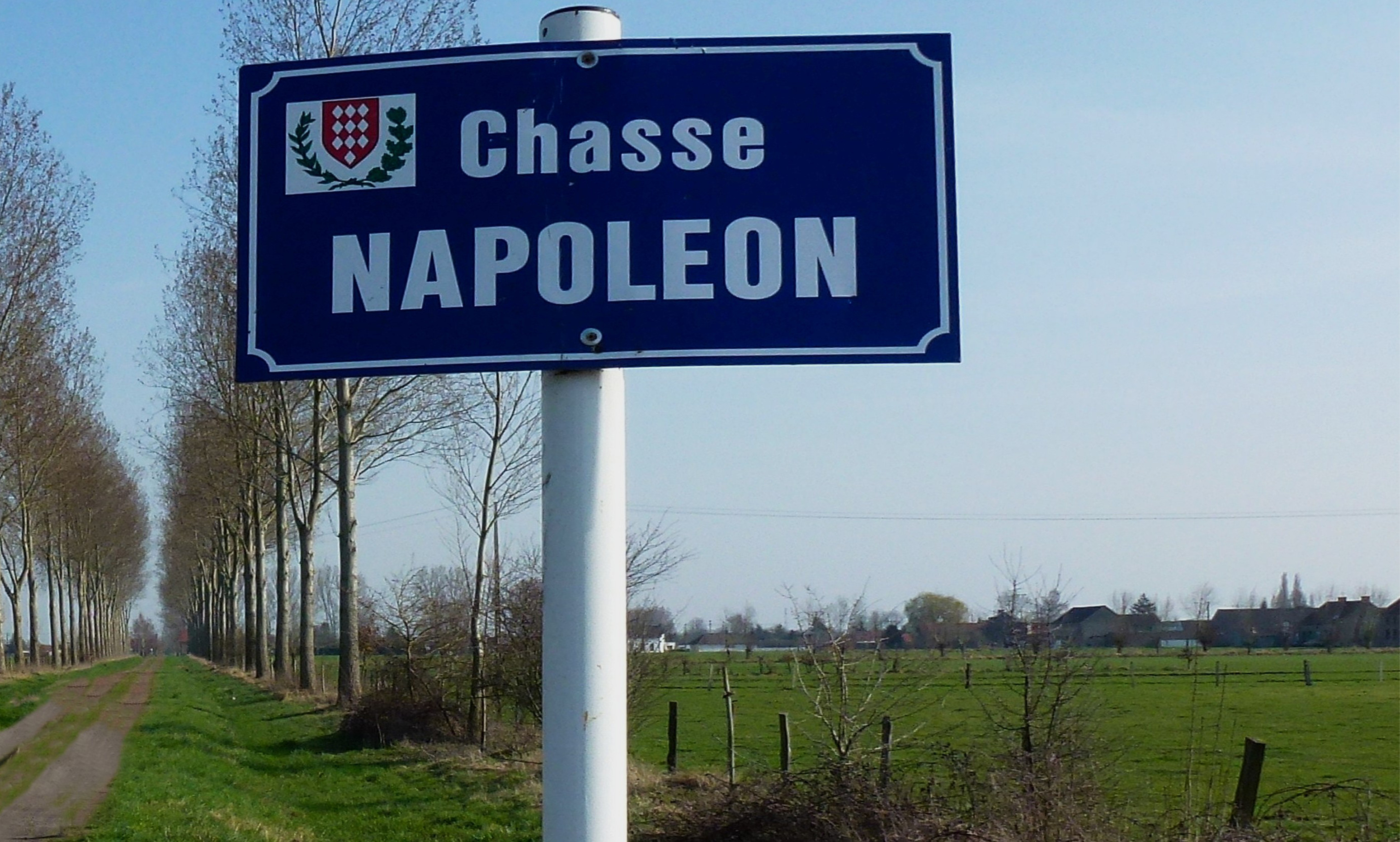
La Chasse Napoléon

### Personnalités liées à la commune
- André Stil (1924-2004), écrivain.

### Héraldique
|  | Les armes de Hergnies se blasonnent ainsi : « De gueules à dix losanges accolées et aboutées d'argent, 3, 3, 3 et 1. » |

## Pour approfondir